# Coenotephria mediofumata
Coenotephria mediofumata là một loài bướm đêm trong họ Geometridae.